# Phryneta leprosa
Phryneta leprosa är en skalbaggsart som först beskrevs av Fabricius 1775.  Phryneta leprosa ingår i släktet Phryneta och familjen långhorningar.
Artens utbredningsområde är:
- Angola.
- Benin.
- Ghana.
- Sierra Leone.

Inga underarter finns listade i Catalogue of Life.